# Mendelcollege
Het Mendelcollege is een interconfessionele (d.w.z. op verschillende geloofsovertuigingen gebaseerde) middelbare school in Haarlem.
De naar Gregor Mendel vernoemde middelbare school is gesticht in 1953 door de paters Augustijnen vanuit een dependance van het Triniteitslyceum. Het was oorspronkelijk een katholieke HBS. Na verschillende fusies is het een interconfessionele (katholieke/protestantse) school voor vwo, havo en mavo. Tevens heeft het tweetalig onderwijs (Nederlands/Engels).

## Bekende alumni
De volgende bekende personen hebben op het Mendelcollege gezeten:
- Giel Beelen
- Ad Bos
- Marten Fortuyn
- Pim Fortuyn
- Dennis van der Geest
- Yvonne van Gennip
- Ruud Gullit
- Gregory Halman
- Jeroen Henneman
- Krystl
- Simon Kuipers
- Rob Trip
- Hans de Weers
- Joop Wijn
- Paul Witteman